# سیارک ۱۳۳۲۹۶
سیارک ۱۳۳۲۹۶ (به انگلیسی: 133296 Federicotosi، نامگذاری:2003SE36) صد و سی و سه هزار و دویست و نود و ششمین سیارک کشف شده‌است که در ۱۹ سپتامبر ۲۰۰۳ کشف شد.